# 샬로트 페렐리
샬로트 페렐리(Charlotte Perrelli, 1974년 10월 4일 ~ )는 스웨덴의 가수, 사회자이다.